# Adrara San Martino
Pour les articles homonymes, voir San Martino.
Adrara San Martino est une commune italienne d'environ 2 200 habitants, située dans la province de Bergame, dans la région Lombardie, dans le Nord de l'Italie.

## Géographie
- Limite communale

## Administration
| Période                                  | Période  | Identité         | Étiquette    | Qualité |
| ---------------------------------------- | -------- | ---------------- | ------------ | ------- |
| 8 juin 2009                              | En cours | Sergio Capoferri | Lista civica |         |
| Les données manquantes sont à compléter. |          |                  |              |         |

### Communes limitrophes
Adrara San Rocco, Berzo San Fermo, Foresto Sparso, Grone, Monasterolo del Castello, Sarnico, Viadanica, Vigolo, Villongo